# Nathalie Krebs
Johanne Nathalie Krebs, född den 5 augusti 1895 i Århus, död den 5 januari 1978 i Köpenhamn, var en dansk konsthantverkare (keramiker), syster till Carl Krebs.
Krebs var anställd på Bing & Grøndahl mellan 1919 och 1929, där hon arbetade med keramikern Gunnar Nylund. År 1929 grundade hon och Nylund firman Nylund & Krebs, som hyrde in sig i keramikern Patrick Nordströms verkstad i Islev i Köpenhamn. Firman ställde bland annat ut på Bo i Köpenhamn och Svenskt Tenn i Stockholm hösten 1930 samt i Helsingfors. Namnet Saxbo började användas, efter Gladsaxe kommun och Bo som sålde godset. När Nylund anställdes som konstnärlig ledare på Rörstrand 1931, startade Krebs Saxbo stentøj i Gladsaxe, där hon serieproducerade stengods. 
Hon var utbildad kemiingenjör och experimenterade med koppar- och järnglasyr på enkla stengodsformer och nådde resultat som gav henne internationellt rykte. Krebs sägs ha skapat fler glasyrer än kineserna gjorde under Songdynastin. Från 1932 var keramikern Eva Stæhr-Nielsen knuten till verkstaden som formgivare och Krebs samarbetade även med Edith Sonne Bruun. Saxbo lades ned 1968. En dokumentärfilm om Natalie Krebs och verkstaden inspelades kort före nedläggningen.
1937 tilldelades Krebs Tagea Brandts rejselegat for kvinder. 1951 tilldelades Krebs Prins Eugen-medaljen. Krebs finns representerad vid bland annat Nationalmuseum i Stockholm.